# Provincia di Cordillera (Cile)
La provincia di Cordillera è una provincia della Regione Metropolitana di Santiago nel Cile centrale. Il capoluogo è la città di Puente Alto.
Al censimento del 2012 possedeva una popolazione di 608.235 abitanti.

## Geografia antropica

### Suddivisioni amministrative
La provincia è divisa in 3 comuni:
- Puente Alto
- San José de Maipo
- Pirque